# Výčapy-Opatovce
Výčapy-Opatovce (maďarsky Vicsáp-Apáti) jsou obec na Slovensku v okrese Nitra. Obec leží přibližně v polovině vzdálenosti mezi Topoľčany a Nitrou, na pravém břehu řeky Nitry.

## Historie
Obec vznikla v roce 1888 sloučením, do té doby samostatných, obcí Výčapy a Opatovce. První písemná zmínka o Výčapech pochází z roku 1239, Opatovce vznikly později.

## Rodáci
- Katarína Lazarová, slovenská prozaička a překladatelka
- Dezider Tóth, slovenský výtvarník